# Helophora
Genre
Helophora est un genre d'araignées aranéomorphes de la famille des Linyphiidae.

## Distribution
Les espèces de ce genre se rencontrent en zone holarctique.

## Liste des espèces
Selon World Spider Catalog (version 16.5, 06/10/2015) :
- Helophora insignis (Blackwall, 1841)
- Helophora kueideensis Hu, 2001
- Helophora orinoma (Chamberlin, 1919)
- Helophora reducta (Keyserling, 1886)
- Helophora tunagyna Chamberlin & Ivie, 1943

## Publication originale
- Menge, 1866 : Preussische Spinnen. Erste Abtheilung. Schriften der Naturforschenden Gesellschaft in Danzig, (N.F.) vol. 1, p. 1-152 (texte intégral).